# حاجی‌لی (جبراییل ۱)
حاجی‌لی (ترکی آذربایجانی: Hacılı) یک منطقهٔ مسکونی در جمهوری آرتساخ است که در استان هادروت واقع شده‌است.